# Hoya devogelii
Hoya devogelii är en oleanderväxtart som beskrevs av Rodda och Simonsson. Hoya devogelii ingår i släktet Hoya och familjen oleanderväxter. Inga underarter finns listade i Catalogue of Life.